# وورملا
وورملا (به آلمانی: Würmla) یک منطقهٔ مسکونی در اتریش است که در ناحیه تولن واقع شده‌است. وورملا ۲۰٫۴ کیلومتر مربع مساحت دارد ۲۲۸ متر بالاتر از سطح دریا واقع شده‌است.